# Marju Länik
Marju Länik, née le 7 septembre 1957 à Otepää (alors en URSS, aujourd'hui en Estonie), est une chanteuse estonienne.

## Biographie
Marju Länik a été soliste de l'orchestre philharmonique de Tallinn. De 1977 à 1979, elle a chanté dans le groupe Nustago et le trio Sarm. Dans les années 1980, elle a joué avec des groupes comme Vitamin, Mobile, Music Safe, Contact ou Mahavok. En 2013, elle est jury pour le concours Eesti Laul 2013, la sélection nationale de l'Estonie pour le concours Eurovision de la chanson. En 2018, elle est participante au concours Eesti Laul 2018.

## Discographie
- 1984 : Marju Länik (EP)
- 1986 : Südame laul
- 1990 : Ma uurin valgust
- 1997 : Naerdes ja naeratades
- 2002 : Ti Amo